# مشهدی‌سرا
مشهدی سرا، روستایی است از توابع بخش مرکزی شهرستان عباس آباد در استان مازندران ایران.

## جمعیت
این روستا در دهستان لنگارود شرقی قرار دارد و براساس سرشماری مرکز آمار ایران در سال ۱۳۹۵، جمعیت آن ۴۸۴ نفر (۱۷۶خانوار) بوده‌است. مردم مشهدی سرا از قومیت طبری هستند مردم مشهدی سرا به زبان طبری (مازندرانی) سخن می‌گویند.